# Мише Ивановски
Мише Ефтимов Ивановски с псевдоним Петре е югославски участник в комунистическата съпротива във Вардарска Македония.

## Биография
Роден е на 16 август 1916 година в град Крушево. Учи две години във вечерно търговско училище и става помощник-търговец. През 1936 година отива да учи в Прилеп, където се сприятелява с Мице Козароски. В началото на 1937 година става член на ЮКП. В периода 10 март 1937 - април 1939 е секретар на Местния комитет на ЮКП за Крушево. Между април 1939 и януари 1940 отслужва военна служба и отново се връща към секретарската си длъжност до януари 1942. По време на операция Ауфмарш 25 е мобилизиран и пази границата с Албания при Кяфасан. През есента на 1941 година става командир на Крушевската организация на ЮКП. През януари 1942 година е свален от секретарската длъжност, а на негово място е сложен Наум Наумовски. След това Ивановски заминава по партийни поръчения в Битолско. На 9 май 1942 година става командир на Окръжния военен оперативен щаб за Битоля, Ресен и Крушево. Става командир на Крушевския народоосвободителен партизански отряд „Питу Гули“. На 17 ноември отряда се разпуска поради засилените действия на българските военни части и полиция. На следващия ден българската полиция влиза в следите му и след сражение с нея е убит.